# Remo nos Jogos Pan-Americanos de 2015 - Skiff simples feminino
A competição do skiff simples feminino foi um dos eventos do remo nos Jogos Pan-Americanos de 2015. Foi disputada no Royal Canadian Henley Rowing Course em St. Catharines, nos dias 12 e 14 de julho.

## Calendário
Horário local (UTC-4).
| Data        | Horário | Fase          |
| ----------- | ------- | ------------- |
| 12 de julho | 9:25    | Eliminatórias |
| 12 de julho | 14:15   | Repescagem    |
| 14 de julho | 9:05    | Final B       |
| 14 de julho | 9:35    | Final A       |

## Medalhistas
| Ouro   | CAN Carling Zeeman       |
| Prata  | USA Katherine McFetridge |
| Bronze | CHI Soraya Jadue         |

## Resultados

### Eliminatórias
Bateria 1
| Pos. | Remador              | Nacionalidade      | Tempo   | Notas |
| ---- | -------------------- | ------------------ | ------- | ----- |
| 1    | Katherine McFetridge | USA Estados Unidos | 7:56.38 | FA    |
| 2    | Sofia Conte          | ARG Argentina      | 8:20.75 | R     |
| 3    | Reyes Salazar        | VEN Venezuela      | 8:26.89 | R     |
| 4    | Jessica Hernandez    | ESA El Salvador    | 8:28.06 | R     |

Bateria 2
| Pos. | Remador          | Nacionalidade | Tempo   | Notas |
| ---- | ---------------- | ------------- | ------- | ----- |
| 1    | Carling Zeeman   | CAN Canadá    | 7:43.27 | FA    |
| 2    | Soraya Jadue     | CHI Chile     | 8:01.61 | R     |
| 3    | Yariulvis Cobas  | CUB Cuba      | 8:02.67 | R     |
| 4    | Alejandra Alonso | PAR Paraguai  | 8:02.95 | R     |

### Repescagem
| Pos. | Remador           | Nacionalidade   | Tempo   | Notas |
| ---- | ----------------- | --------------- | ------- | ----- |
| 1    | Soraya Jadue      | CHI Chile       | 8:37.60 | FA    |
| 2    | Alejandra Alonso  | PAR Paraguai    | 8:42.41 | FA    |
| 3    | Yariulvis Cobas   | CUB Cuba        | 8:43.73 | FA    |
| 4    | Sofia Conte       | ARG Argentina   | 8:51.40 | FA    |
| 5    | Jessica Hernandez | ESA El Salvador | 9:04.26 | FB    |
| 6    | Reyes Salazar     | VEN Venezuela   | 9:25.48 | FB    |

### Final
Final B
| Pos. | Remador           | Nacionalidade   | Tempo   | Notas |
| ---- | ----------------- | --------------- | ------- | ----- |
| 7    | Jessica Hernandez | ESA El Salvador | 8:08.68 |       |
| 8    | Reyes Salazar     | VEN Venezuela   | 8:18.52 |       |

Final A
| Pos.              | Remador              | Nacionalidade      | Tempo   | Notas |
| ----------------- | -------------------- | ------------------ | ------- | ----- |
| Medalha de ouro   | Carling Zeeman       | CAN Canadá         | 7:30.86 |       |
| Medalha de prata  | Katherine McFetridge | USA Estados Unidos | 7:38.21 |       |
| Medalha de bronze | Soraya Jadue         | CHI Chile          | 7:43.34 |       |
| 4                 | Yariulvis Cobas      | CUB Cuba           | 7:46.21 |       |
| 5                 | Sofia Conte          | ARG Argentina      | 7:52.61 |       |
| 6                 | Alejandra Alonso     | PAR Paraguai       | 7:57.05 |       |